# Agresija na internetu
Agresija na internetu je oblik ponašanja silom, koji nastaje u kontaktu i komunikaciju sa drugima, u istinski neverovatnom, fantastičnom svetu beskrajnih mogućnosti internet medija. Ovakvo ponašanje sve više ispoljavaju razmažene generacije mladih i svih koji se tako osećaju iza svojih monitora, surfujući internetom. Međutim, agresivnost nije tekovina interneta, jer kod čoveka ona postoji i traje još od mlataranja toljagama pećinskih ljudi do mlataranja atomskim bombama hladnoratovskih ljudi. Čovek je oduvek bio agresivan, samo se forma menjala, ali je suština ostajala ista. I zato agresiju na intermetu ne treba shvatiti kao nešto novo, i za to ne treba kriviti internet već čoveka i njegove agresivne strasti. Slično delfinima koji iz razonode maltretiraju druge delfine slabije od sebe, ili šimpanzama koji organizuju borbene horde i vode prave male ratove za teritoriju i ženke, tako i čovek na internetu vodi male ratove i ispoljava agresivno ponašanje prema raznim kategorijama učesnika u internet komunikaciji, smatrajući ga svojim „prostorom” i doživljavajući ga kao kategoriju namenjenu za superiorne a ne i slabe. Zašto bi čovek bio drugačiji? Naučimo se da živimo sa tim, jer zbog nedovoljno predvidivog razvoja interneta (npr. novim tehnološkim inovacijama), te potencijalnih uticaja na život pojedinaca i društvo u celini, moguće je u budućnosti očekivati još mnogo novih i agresivnijih i iznenađujućih pojava ili „paradoksa” koji će sa internetom biti povezani sve dok on bude u funkciji.

## Opšta razmatranja o agresivnosti
U psihološkom smislu agresivnost je: nasilno ljudsko ponašanje ili potencijal za agresivno ponašanje. Pojavljuje se kao termin pre više vekova i prvobitno je označavala „neizazvan napad”. Kasnije ulazi u upotrebu u širem smislu, i koristi se često i kao termin za ljutnju i napadačko ponašanje. Kod ljudi, ali i u životinjskom svetu, prepoznajemo bar dve vrste agresivnosti (koje je u praksi često teško razdvojiti):
- impulzivnu agresivnost — koja je afektivna, osvetnička, neprijateljska,
- instrumentalnu agresivnost — koja je usmerenu cilju, ili je predatorska, bez afektivnog naboja.

### Poreklo agresivnosti
I pored dosadašnjih istraživanjs nije potpuno jasno poreklo agresivnosti. Da li je ona naučeno, stečeno ponašanje ili je takvo ponašanje nasleđeno, i zavisno o genima? Genetski materijal dokazano utiče na njenu pojavu, i vezan je uz ekspresiju velikog broja gena (a ne nekog specifičnog) sa slabim uticajem), ali izgleda da na pojavu agresivnosti ipak dominantno utiče iskustvo.
Obrazac agresivnog ponašanja, često možemo uočiti kod one koja se stiče traumatskim događajima, razvojnim frustracijama ili nakon izloženosti tuđem agresivnom ponašanju u ranom detinjstvu, uglavnom u okviru porodice. U kasnijim periodima – naroćito adolescenciji – agresivno ponašanje pojedinca se dodatno „kultiviše” u široj zajednici. Jednom kad se uspostave obrasci agresivnog ponašanja ono postaju relativno stabilni u vremenu, dakle – ne menjaju se.
Agresivnosti u dinamici zbivanja unutar psihe je ponekad potrebna za preživljavanje individue i pojavljuje se u ovom ili onom obliku kao normalna pojava. Kako će se ti agresivni impulsi obraditi, i u šta će se pretvoriti i kamo će se usmeriti, prema unutra ili prema spolja, zavisi od stepena razvoja kao i specifičnostima ličnosti. Mnogi su isticali i ideju postojanja agresivnog nagona (nagon smrti, destrudo) kao oblika ponašanja koji ima svoju ulogu od rođenja, u različitim fazama razvoja, ali i drukčiju pojavnost.

### Agresija oko nas
U modernom vremenu sa pojavom video igrica, intereneta ili televizije, javlja se i posebna forma agresivnog ponašanja mladih. Međutim na internetu se problem impulsivnosti više primećuje nego bilo gde na drugom mestu. Na internetu stav o ovom pitanju je dosta neujednačen, pa jedna istraživanja govore u prilog tezi da nasilne igrice potiču nasilje dok druga to jednako ozbiljno opovrgavaju. Osim ahresivnosti samog sadržaja kojeg mladi naraštaji gledaju, izgleda je još važniji kontekst koji prati te sadržaje kao i količina vremena (zavisnost) koja se pridaje takvim aktivnostima.
Gledajući kroz istoriju, ponašanje ljudske vrste uvek je bilo da smo okruženi određenom dozom agresivnosti, tako da se stiče utisak, da danas ima više agresije, samo zato što se o njoj više zna i više je prepoznajemo i doživljavamo surfujući po internetu, čak i kad nismo u direktnom kontaktu sa ljudima i zajednicom.

## Dobre i loše strane interneta
Pojava novog medija - interneta otvorila je nove mogućnosti i dileme jer s jedne strane internet predstavlja super brzi način informiranja i komunikacije, dok s druge strane doneo je nerešive probleme iz oblasti etike - poput pornografije, pedofilije, trgovine ljudima, ljudskim organima, neprovjerene informacije, grubosti, vulgarnosti, razvoja kriminala i slično. U cilju zarade korisnicima se nude različite vrste usluga, koje su zabranjene zakonom. Pa se tako npr. bez problema mogu putem interneta kupiti ne samo namirnice, već i oružje, pri čemu vas niko neće pitati za godine, štaviše takvu ponudu vam mogu dostaviti i na e-mail u obliku reklame.
Dobre strane
Nesumnjivo, Internet je korisna baza podataka i ima brojne pozitivne strane, kao što su:
- razvoj informacijskog društva;
- ogromna količina informacije koja je dostupna svakom korisniku;
- brzo pronalaženje naučnih, tehnoloških, poslovnih i drugih informacija;
- razmena informacije sa čitavim svetom;
- marketinške akcije na globalnom nivou;
- mogućnost objedinjenja etničkih grupa nezavisno od udaljenosti;
- nove mogućnosti ekonomskog razvoja;
- u oblasti obrazovanja mogućnost učenja na daljinu.
- u izbornoj kampanji - kada je novoizbrani predsednik SAD-a Obama po prvi put iskoristio internet kao instrument za financiranje svoje kampanje, odnosno pozvao je simpatizere da mu šalju novac putem interneta.

Loše strane
Ako o sagledamo pozitivne i negativne strane interneta, doći ćemo do zaključka da su negativne strane interneta još uvjek brojnije.
Internet prednjači u odnosu na ostale medije po količini neproverene senzacionalističke informacije ili informacije kojom se manipuše građanima. Ogromna količina informacije koje svakodnevno pojedinac čita i vidi dovela je do toga da on nema vremena da ih kritički sagleda a razmišljanje o tome često protčinjava njima ili viđenim na fotografijama.
Uz pomić internetu znatno su olakšane i kriminalne aktivnosti. Počevši od digitalne piraterije, narušavanja koncepta autorskih prava „skidanjem“ s interneta muzike, filmova, knjiga, (na taj način se muzičkoj i filmskoj industriji nanosi nepopravljiva šteta).
Zatim trgovina oružjem, ljudima, ljudskim organima, pornografija, prostitucija, krađa novca s računa u bankama.

### Upotreba interneta
Podaci koji ukazuju na konstantan porast dostupnosti interneta i tehnologija uopšte, podržavaju tezu o internetu kao novoj globalnoj stvarnosti i neophodnosti da joj se prilagođavamo. Prema podacima Internet World Stats-a:
- 2.095.006.005 stanovnika, ili trećina svetske populacije, danas koristi internet,
- 476.213.935, odnosno 58,3% korisnika interneta čine Evropljani.
  - Internet u Evropi najčešće koriste građani Nemačke, Rusije, Velike Britanije, Francuske, Turske, dok se Srbija uz BiH, Crnu Goru, Albaniju, Rumuniju i Kipar, nalazi pri dnu lestvice.
  - Građani Srbije u 56,2% koriste internet, dok su u 39,2% korisnici socijalne mreže fejsbuk. Broj internet korisnika u Srbiji 2011. godine je tri puta porastao u odnosu na 2006. kada je u Srbiji bilo 1.400.000 korisnika[8]

## Antisocijalna ponašanja i internet – agresija i zlostavljanje
Antisocijalnom ponašanju na internetu pogoduje činjenica da njen učesnik jednostavno nema stida. Naime on ima utisak da deluje u mraku, da ga niko ne vidi, i da je internet je mračan, koliko i čudesna šuma. Zbog toga se pojedinci ponašaju tako kako se ponašamaju, agresino i zlostavljajuće, zbog sporadičnih padanja u „vatru” do prečestih maltretiranja svih unaokolo. Međutim anonimnost, a ponajmanje ona na internetu, često sama po sebi nije agresivna, jer suština agresivnosti leži u samom čoveku i njegovim strastima, koje on samo pokušava da prikrije anonimnošću na internetu.
Polazeći io ovih saznanja teoretičari interneta i internet kulture već poodavno navode niz varijeteta nepristojnog ponašanja onlajn, kao što su:
- spamovanje,
- trolovanje,
- fladovanje,
- flejmovanje itd.

Tako virtuelni prostor za pojedince, sa posebnim potrebama (psihopatre, voajere, političare, teroriste itd) deluje kao eksperimentalno igralište na kome oni agresivno deluju. Ili internet postaje prostor za sva one koji biu bili ili su ismejani na časovima istorije, sociologije, ali i fizičkog, na internetu najbolje pronalazi prostor za svoje nezrele mozgove.
Zato internet iako može da nas šokira i plaši svojom agresijom i zlostavljanjem, istovremeno može da nas nauči i jednoj važnoj lekciji. Da svet oko nas ne izgleda ni malo ružičasto, ili onako kako bi trebalo da izgleda naše lična i realna društvena mreže – već da je on jedna utopija u kojoj bez viza putujemo „intergalaktičkim prostranstvima” u kojima svi žele da pokažu koliko su pametniji i religiozniji od drugih, hronično mentalno oboleli, seksualno perverzni ili besni zbog bluda i nemorala, željni lake zarade, političke karijere itd.

### Diskusije na internetu uvećavaju bes i nezadovoljstvo
Prema istraživanju Rajana Martina, profesora psihologije na Univerzitetu Grin Bej, objavljenomu časopisu Cyberpsychology, Behavior and Social Networking
...neki ljudi na internetu traže ventil za nagomilanu frustraciju uglavnom uzrokovanu osećajem nemoći. Sigurno ste barem jednom u životu pali u iskušenje da počnete da se raspravljate sa potpunim neznancem na internetu o nekoj „vrućoj” temi o kojoj ne delite mišljenje... i u toj raspravi...prema jednoj novoj studija pokazalo se da će internet diskusije samo dovesti do toga da ćete biti sve više besni, a sve manje srećni... i smatra... da neki ljudi na internetu traže ventil za nagomilanu frustraciju uglavnom uzrokovanu osjećajem nemoći...tako da..neprijateljstvo koje se širi na internetu predstavlja problem javnog zdravlja...a...mnogi životi postaju uništeni online agresijom.

## Zloupotreba interneta – zavisnost od interneta
Osnovni pojmovi
Najzastupljenija terminološka određenja vezana za internet su:
- Zavisnost od interneta (Internet addiction) — impulsivna težnja za upotrebom interneta, praćena gubitkom kontrole, preokupiranošću i kontinuiranom upotrebom bez obzira na ispoljene posledice u poremećaju ponašanja.
- Kompulsivna upotreba interneta (Compulsive Internet use) — predstavlja blaži oblik gde osoba pored svoje preokupiranosti može imati kontrolu nad svojim ponašanjem, postavljati granice i regulisati upotrebu interneta.
- Zloupotreba interneta (Internet misuse)
- Patološka upotreba interneta (Pathological Internet use) — je širi oblik zavisnost na relaciji osoba – stimulus od internet-zavisnosti i može obuhvatiti i pojave poput sajber proganjanja, krađe identiteta i drugo. Kompulsivna upotreba interneta predstavlja neku vrstu bihejvioralne zavisnosti (Yellowlees, Marks,2007:1450), sa sličnim manifestacijama kao kod kockanja, kupovine, hrane i drugo.[10]
- Prekomerna upotreba interneta (Internet over-use) — zasniva se na upotrebi interneta, određen broj sati, što automatski ne znači da ona ostavlja posledice po korisnika.

Neusaglašenost istraživanja
I pored brojnih istraživanja i velike pažnje laičke i stručne javnosti oko rasvetljavanja
pojma internet- zavisnosti, mnoga pitanja i dalje ostaju nejasna, posebno kada je u pitanju dijagnostička neusaglašenost, što povlači i neusaglašenost u nalazima istraživača od rasprostranjenosti, preko karakteristika, profila zavisnika i drugo.
Međutim istraživaći su usaglašeni kada su u pitanju depresivna, anksiozna stanja, jer ih smtraju prediktorima internet-zavisnosti, jer posledice mogu biti vrlo teške i dugotrajne kako za osobu, tako i za njenu okolinu.
Povezanost sa drugim oblicima zavisnosti nije bila česta tema istraživača mada je u jednom od dostupnih istraživanja nađena veza interneta sa zloupotrebom alkohola.

## Internet i pornografija
Nedavno istraživanja pokazuju šokantnu istinu - da oko 30% „prometa” na internetu otpada na pornografiju, a da je stranica sa golotinjom, koja je imala najviše poseta bila ona sa 4 milijarde otvaranja mesečno. Stručnjaci su do ovih rezultata došli pomoću DoubleClick Ad Plannera, Guglovih dodatka o internet pretraživačima koji putem kolačića (cookies) prikuplja informacije o korisnicima.
Kolika je agresivnost pornografije na internetu najbolje ilustrruje podataka da se mesečno pošalje oko 29 petabajta pornografskog materijala što znači da se svake sekunde prenosi 50 gigabajta pornogafskih sadržaja, i to najviše na ovim (najposjećenijim) pornografskim straniama:
- Xvideos - 4,4 milijardi mesečnih poseta
- PornHub - 2,5 milijardi mesečnih poseta
- YouPorn - 2,1 milijardi mesečnih poseta
- Tube8 - 970 miliona mesečnih poseta
- LiveJasmin - 710 miliona mesečnih poseta.[13]

### Statistika o internet pornografiji
- 12% svih stranica na internetu sadrži pornografski sadržaj
- 25% svih poseta preko pretraživaća Google i Yahoo odnosi se na pornografiju
- 2,5 milijardi e-mailova dnevno je sa pornografskim sadržajem
- U svakoj sekundi najmanje 30.000 korisnika interneta gleda pornografski sadržaj
- 20% muškaraca i 13% žena priznaje da za vreme radnog vremena gledalo pornografske sadržaje na internetu
- 35% sadržaja koji se skida s interneta odnosi se na pornografiju
- 43% svih korisnika na internetu gleda porno filmove
- Samo 3% seksi stranica traži od korisnika potvrdu punoletnosti.[14]
- Deca na internetu prvi put gledaju porno sadržaje sa 11 godina
- Pojmovi "sex" i "porn" su među pet najtraženijih pojmova mladih ispod 18 godina, na internetu
- Godine 2009. je ukupna zarada od pornografije na internetu premašila milijardu dolara.
- Najviše pretraga pojma „seks” Google dobija iz Pakistana.[15][16]

## Literatura
- Birnbaum, M.H. (2000). Psychological Experiments on the Internet, Academic Press, San Diego.
- Gackenbach, J. (1998). Psychology and the Internet, Academic Press, San Diego. Johnson, A. (2002). Understanding the psychology of Internet Behaviour, Palgrave Macmillan, Basigstoke.
- Wellman, B., Haythornthwaite, C. (2002). The Internet in everyday life, Blackwell Publishing, Oxford.
- Luis Alvin Dej „Etika u medijima“, Medija centar, Beograd, 2004.
- Debra Killalea “Ofcom clears Clarkson over jobe that truck drivers “murder prostitutes” after BBC receives more than 500 complaints” (www.dailymail.co.uk, 05.11.2008)

## Spoljašnje veze
- Todd Leopold “Anonymous anger rampant on Internet” (www.cnn.com, 03.11.2008)
- James Kelleher „Illinois college shooter stoped medication“ ( www.reuters.com, 15.02.2008)
- Brett Young “Kindergarten shooting game pulled” (www.reuters.com, 02.10.2008)